# Dar Sébastian fait son opéra
Dar Sébastian fait son opéra est un festival tunisien consacré aux arts lyriques.
Organisé par le Centre culturel international d'Hammamet, il est initié par Lassaâd Ben Abdallah en 2007. Il se tient chaque année durant trois week-ends du mois de décembre, au Dar Sébastian d'Hammamet, une villa rattachée au centre culturel et dominant le golfe d'Hammamet.
Des ténors, barytons sopranos et mezzo-sopranos originaires de divers pays y sont conviés, sans oublier les classes de maître destinées aux étudiants des divers instituts supérieurs de musique.